# ACRI (アルバム)
『ACRI』（アクリ）は、石井竜也、Char、有賀啓雄によるユニット『ACRI』のスタジオ・アルバム。

## 概要
石井竜也監督作品映画『ACRI』のために結成。同映画主題歌「DOLPHINS' WORLD」は未収録。

## 収録曲
- 全作詞・作曲：石井竜也
- 編曲：ACRI

1. 海より深く
シングル『DOLPHINS' WORLD』2曲目。
2. RAINY ON THE SEA
曲のイメージは「午後1時ぐらいの雨の日の初夏の海に出会ったTシャツをびしょびしょに濡らした女の子」とのこと[1]。
3. AQUARIA
4. ONE MORE KISS
5. WONDERLAND
6. 水の星
7. つれて行くよ
8. OCEAN ROAD
9. WIND BLOWS
10. CROSS OVER THE RAINBOW
11. AWAY WE GO
12. MEMORY
この曲は裏声で歌われている[2]。